# Svensk Jakt
Svensk Jakt är en tidskrift som utges av Svenska Jägareförbundet. Den utkommer med 11 nummer per år till prenumeranter och medlemmar i Svenska Jägareförbundet. Svensk Jakt publicerar även dagliga nyheter på Svenskjakt.se. Mellan åren 1998 och 2013 utgavs även Svensk Jakt Nyheter, en nyhetstidning i tabloidformat. Svensk Jakt utkommer omkring den 25:e varje månad. Tidningen behandlar jakt och viltvård.
Svenska Jägareförbundet gav åren 1832–34 ut Tidskrift för Jägare och Naturforskare. 1863 återupptogs utgivningen, då med namnet Svenska Jägareförbundets nya tidskrift. 1940 bytte tidskriften namn till Svensk Jakt.

## Chefredaktörer genom tiderna

### Tidskrift för Jägare och Naturforskare (1832–1834)
1832–1834   Redaktionskommitté: Bengt F Fries, Carl Ulric Ekström, Wilhelm von Wright, Abr. Roman

### Svenska Jägareförbundets nya tidskrift (1863–1939)
1863–1893   Johan Wilhelm Lindblad
1894–1907   Anders Wahlgren
1907–1912   Gustaf C:son Lewenhaupt
1912–1928   Oscar von Mentzer
1928–1939   Roland Nicolin

### Svensk Jakt (1940– )
1939–1954   Bertil Haglund
1854–1955   Arne Bergengren
1955–1964   Christer Swedrup
1964–1973   Malcolm Wallerstedt
1973–1990   Herman Huldt
1990–1991   Lasse Olsén
1991–1996   Bertil Lundvik
1996–2000   Lars Alm
2000–2010   Jan Henricson
2010–2013   Magnus Rydholm
2014–           Martin Källberg